# Monika Maron

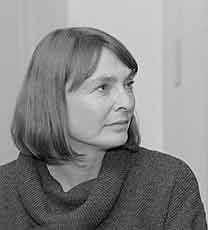
Monika Maron (1992)

Monika Maron (geb. Monika Eva Iglarz, Berlijn, 3 juni 1941)  is een Duitse schrijfster van hoofdzakelijk romans.

## Leven
Monika Maron is van Joodse komaf; haar grootvader werd in Polen door de nazi's vermoord. Karl Maron, minister van Binnenlandse Zaken in de DDR van 1955 tot 1963, was haar stiefvader. Na haar eindexamen werkte Maron eerst een jaar in een fabriek, waarna ze theaterwetenschap studeerde. Aanvankelijk werkte ze als regieassistente; twee jaar later werd ze journaliste voor het damesblad Für Dich en voor Die Wochenpost. Vanaf 1976 werkte Marion als zelfstandig schrijfster in Oost-Berlijn. 
In 1976 en 1977 schreef Maron twee berichten voor de Staatssicherheitsdienst. Na een half jaar werd de samenwerking op haar verzoek beëindigd. Vanaf dat moment werd ze door de Stasi jarenlang geobserveerd.
Monika Maron debuteerde in 1981 met de roman Flugasche, waarin ze de milieuvervuiling in de DDR thematiseert. Vanwege de kritische inhoud verscheen het boek in West-Duitsland. Stille Zeile Sechs (1991) handelt over een oud-minister van de DDR, die door een heftige anticommuniste zijn biografie wil laten schrijven. Pawels Briefe (1999) is een zoektocht naar de voorgeschiedenis van haar vervolgde Poolse familie. In 2005 schreef ze Geburtsort Berlin, een reeks essays over haar geboortestad; haar zoon Jonas voegde hieraan foto's toe, gemaakt ten tijde van de omwenteling.
Marons houding ten opzichte van het DDR-regime werd steeds kritischer. In 1988 verliet ze de DDR en ging in Hamburg wonen. In 1992 keerde ze terug naar Berlijn.
Monika Maron won diverse prijzen, waaronder in 2009 de Deutscher Nationalpreis.

## Werken
- 1981 Flugasche
- 1982 Das Missverständnis
- 1986 Die Überläuferin
- 1991 Stille Zeile Sechs (vertaald in 2001 onder de titel "Stille Zeile, nummer zes" door Nelleke van Maaren)
- 1993 Nach Maßgabe meiner Begreifungskraft
- 1996 Animal triste (vertaald in 1997 door Nelleke van Maaren)
- 1999 Pawels Briefe
- 2000 Quer über die Gleise
- 2001 Herr Aurich (in 1982 verschenen in "Das Missverständnis")
- 2002 Endmoränen
- 2005 Geburtsort Berlin
- 2005 Wie ich ein Buch nicht schreiben kann und es trotzdem versuche
- 2007 Ach Glück
- 2009 Bitterfelder Bogen
- 2010 Zwei Brüder: Gedanken zur Einheit 1989-2009
- 2013 Zwischenspiel
- 2016 Krähengekrächz
- 2018 Munin oder Chaos im Kopf
- 2020 Krumme Gestalten, vom Wind gebissen
- 2020 Artur Lantz

- Bibsys: 90274825
- Bibliothèque nationale de France: cb12096481p (data)
- CiNii: DA0767807X
- Gemeinsame Normdatei: 118842269
- International Standard Name Identifier: 0000 0001 1049 2932
- Library of Congress Control Number: n82204258
- Nationale Bibliotheek van Letland: 000257257
- Bibliotheek van het Japanse parlement: 00865770
- Nationale Bibliotheek van Tsjechië: jn19990005413
- Nationale Bibliotheek van Israël: 987007265047405171
- Nationale Bibliotheek van Polen: a0000001233434
- Nederlandse Thesaurus van Auteursnamen: 068735227
- LIBRIS: 295564
- Système universitaire de documentation: 029311942
- Virtual International Authority File: 29562501
- WorldCat: E39PBJcWqqYWrmv73xfg7Gx4bd